# Alversund Bro
60°34′16″N 005°13′38″Ø / 60.57111°N 5.22722°Ø
Alversund Bro er en hængebro på riksvej 565 over Alverstraumen i Alver kommune, i Vestland fylke i Norge. Broen blev åbnet for trafik 29. juni 1958, og knyttede Radøy til fastlandet. Alversundbroen var det første projekt Nordhordlandsamarbejdet solidarisk stod sammen om at finansiere med bompenge. Broens hovedspænd er på 198 meter, deraf 27 meter over vand.
Efter at broen var nedbetalt i 1968, fortsatte man med «forhåndsbompenge» til Nordhordlandsbroen – eller «Salhusbrua», som var navnet den gang.